# Nere (rivière)
Le Nere est une rivière du val d'Aran affluent rive gauche de la Garonne dans la commune de Vielha e Mijaran (Province de Lérida) en Catalogne (Espagne).
Elle prend naissance sur le versant Est du cap de Tòro (2 975 m), avec les petits estanys de Molières et de Tòro, le débit vient principalement des eaux de güell d’Orno et de son affluent par la droite, la rivière de Fontfreda qui descend du port de Vielha.

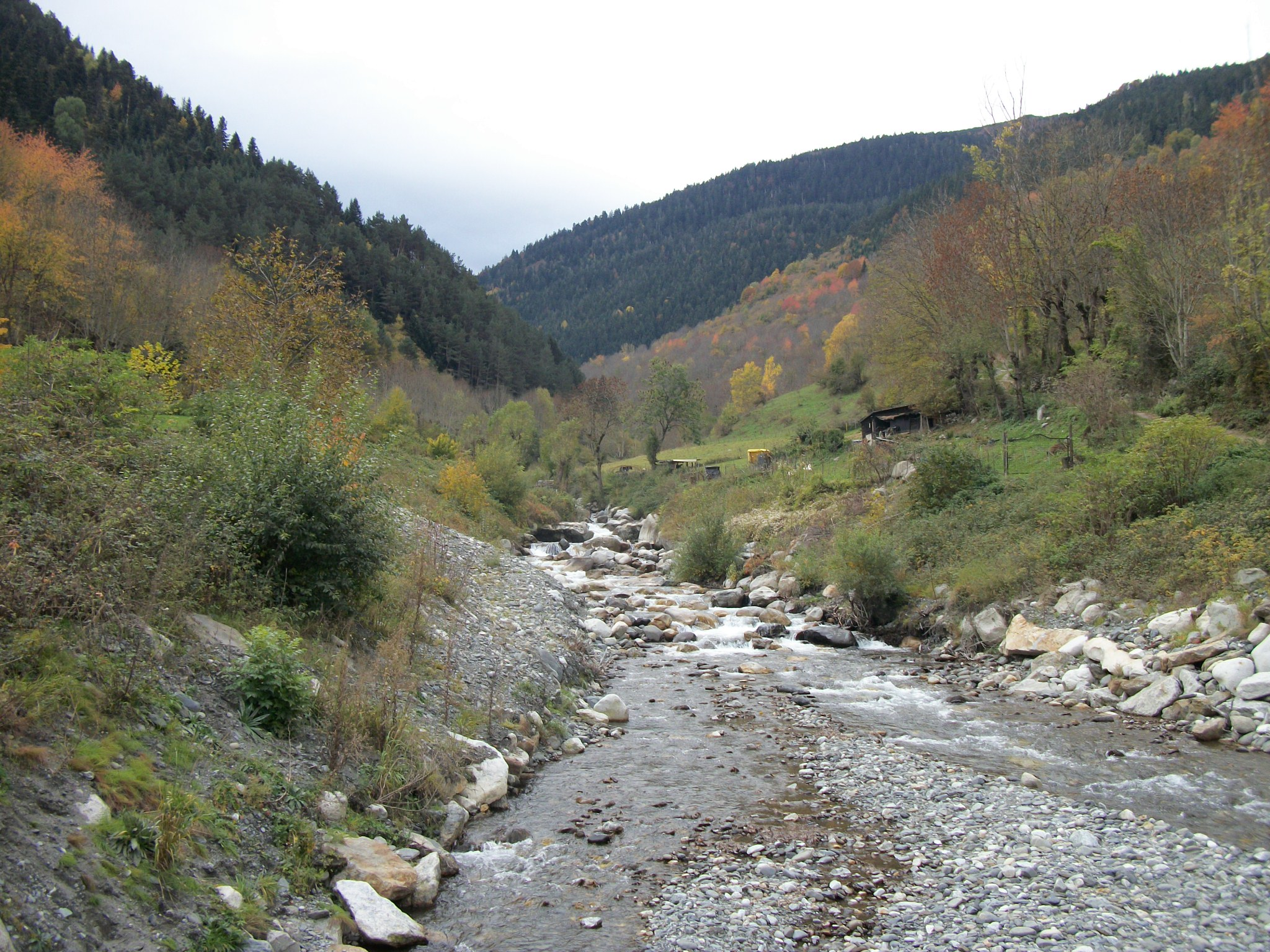
La rivière Nere en amont de Vielha e Mijaran
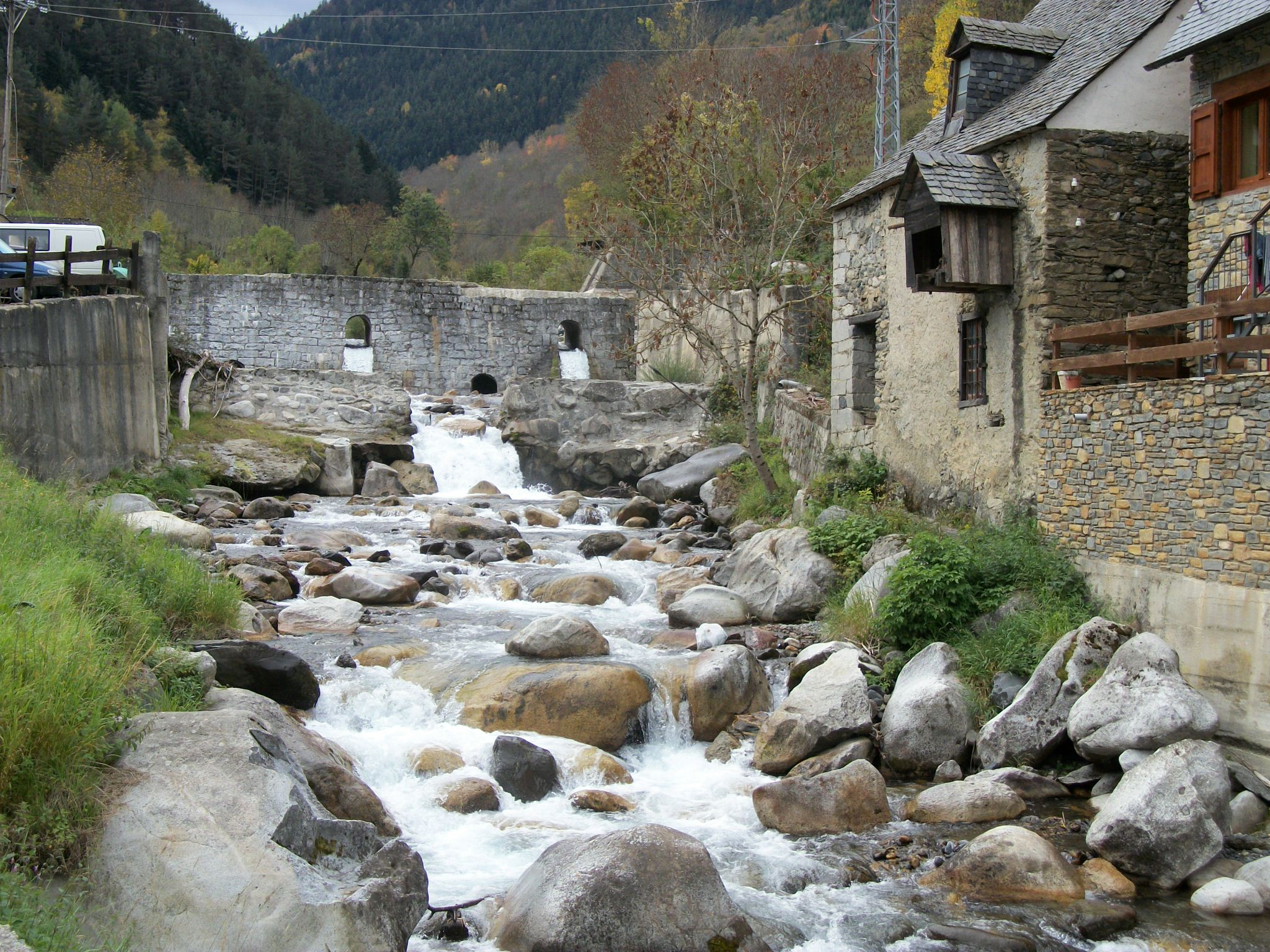
La rivière Nere est freinée par un petit barrage à son entrée dans Vielha e Mijaran
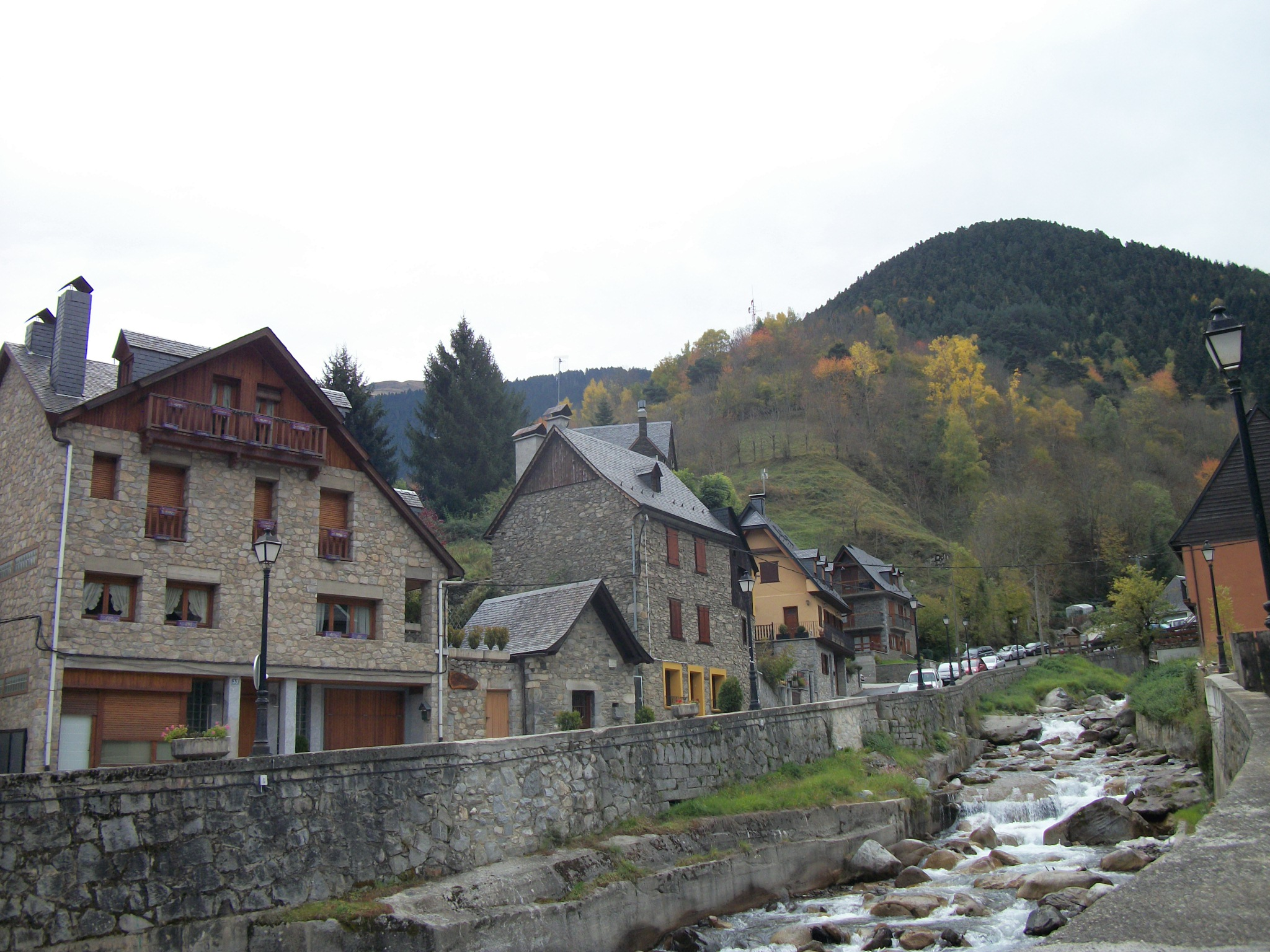
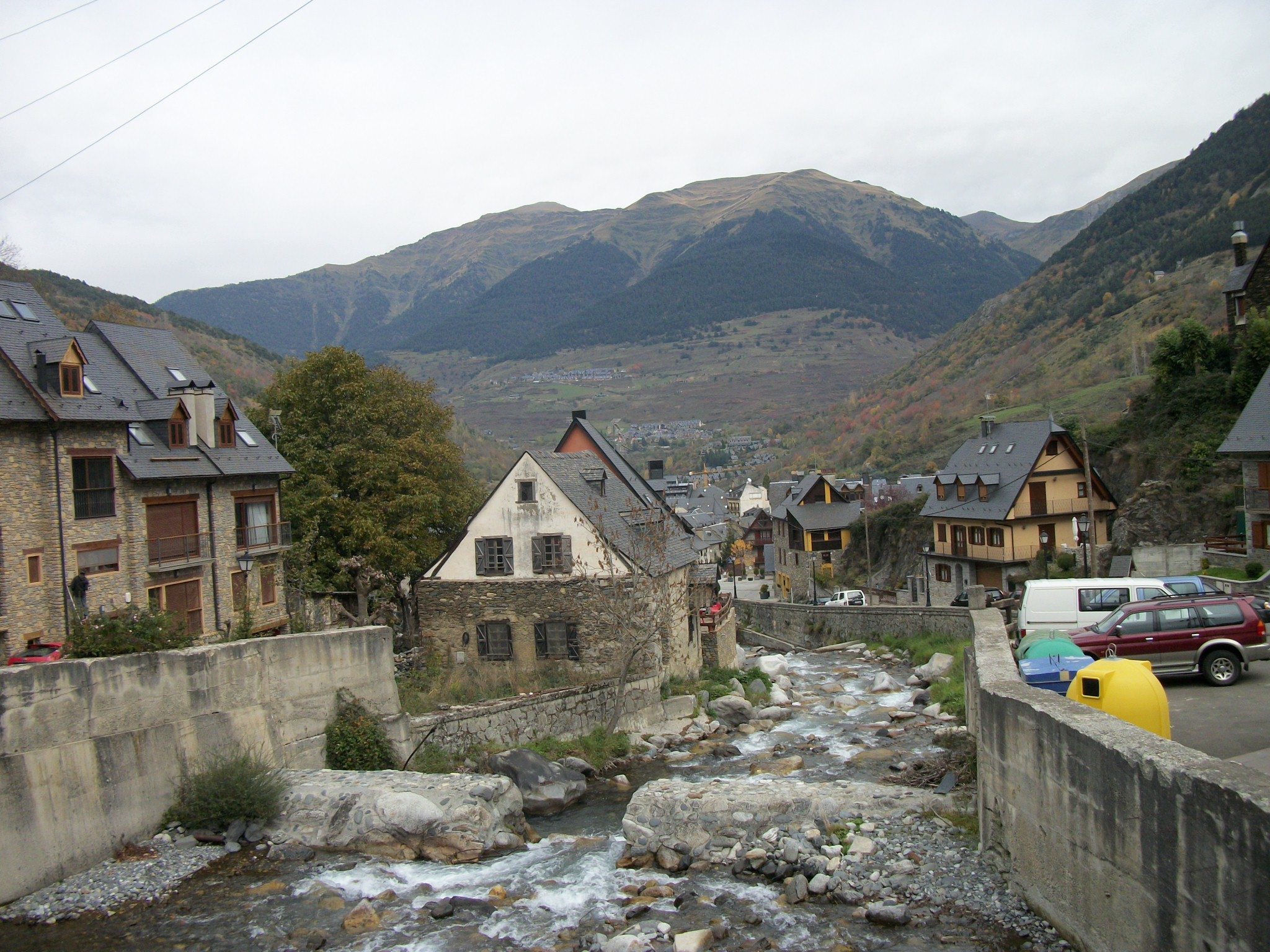
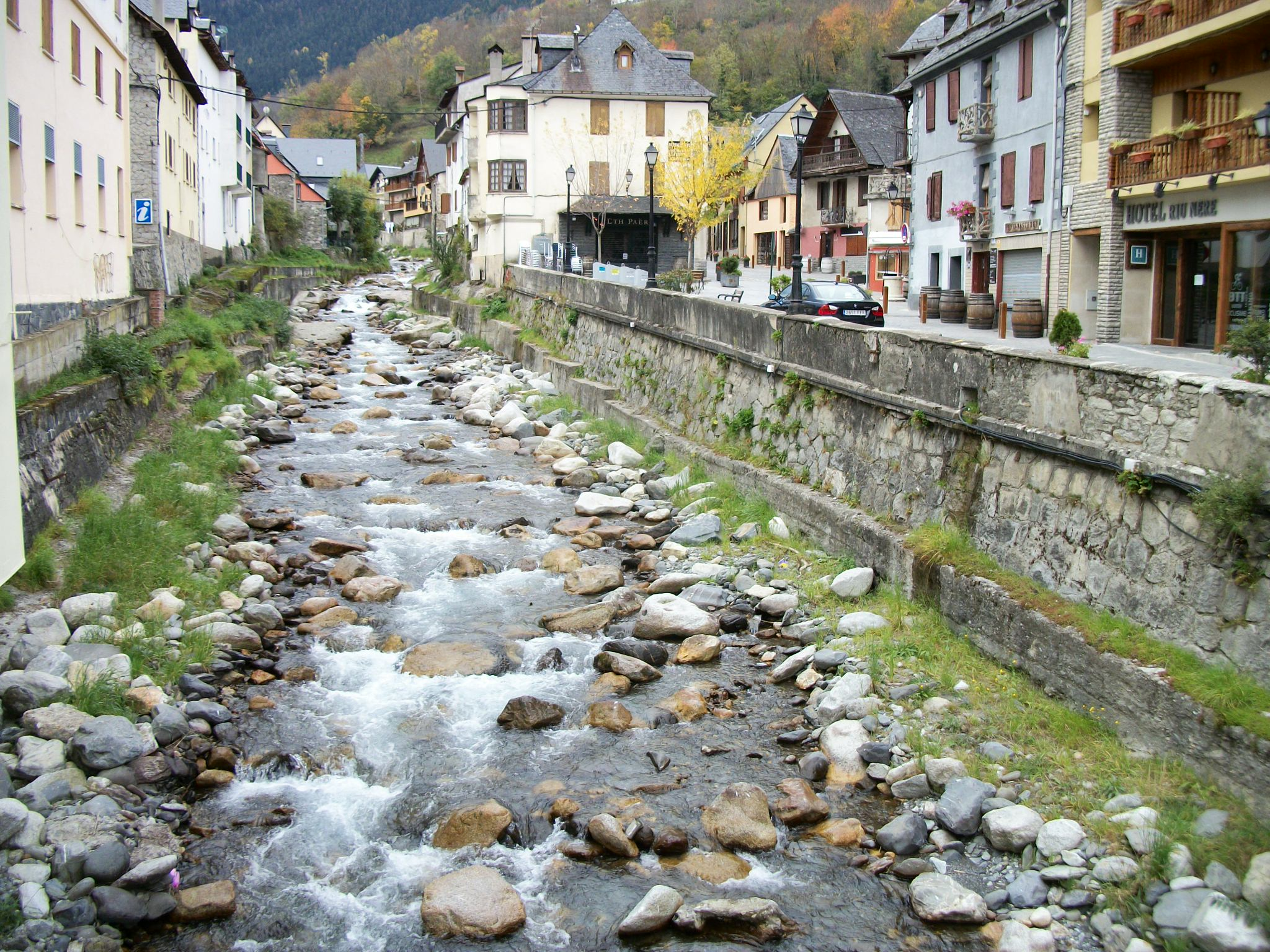
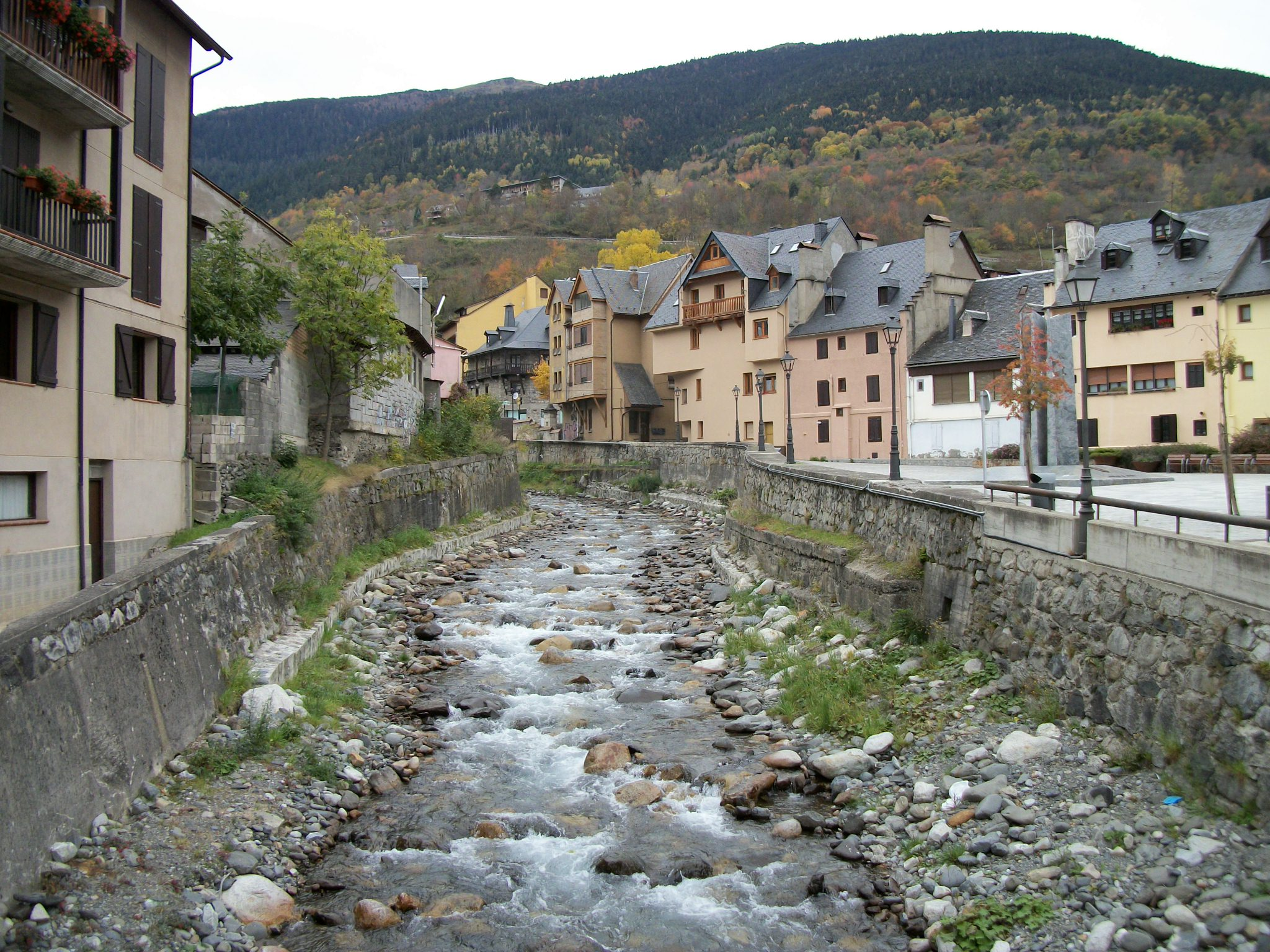